# قانون النجاح
قانون النجاح أو في الأصل (قانون النجاح في 16 درسًا) هو عنوان الكتاب الأول لنابليون هيل، والتي نُشرت مبدئيًا في عام 1928 م في سلسلة من الرسائل المتبادلة مختلفة الحجم والتي أصبحت فيما بعد ذات صيغ محبوكة ومختصرة أكثر في السنوات الأخيرة. نُشر هذا العمل في الأصل بناءً على طلب أندريو كارنيجي نتيجة لمقابلات دامت عدة أيام مع هيل، وجرى الاعتماد فيه على مقابلات مع أكثر من 500 مليونير أميركي خلال ما يقارب العشرين سنة، بما في ذلك العمالقة الذين صنعوا ذواتهم مثل هنري فورد وجي بي مورغان وجون دي روكيفيلير وألكسندر قراهام بيل وتوماس أديسون. وتميّزت الطبعة الأصلية بمسمى الستة عشرة درسًا، فيما تتميّز طبعة القرن الحادي والعشرين بالدرس السابع عشر الإضافي الذي تم استنتاجه من الملاحظات فيما بعد والمواد التي تُلقى في المحاضرات.

## المحتوى
يحتوي الكتاب على 16 درسًا (أصبح 17 لاحقًا). تتناوب عدة عناوين منها:

### العقل المدبّر
يقدّم الدرس الأول مفهوم «العقل المدبّر»، الذي يعرّفه الدكتور هيل «بأنه ذلك العقل الذي تم تنميته من خلال تعاون منسجم لشخصين أو أكثر والذين يتحالفون بغرض إنجاز أي مهمة معينة». ويستخدم هيل أفكارًا من الطبيعة لتوضيح التعاون الذي يحدث بين الأفراد الذين لديهم نفس نمط التفكير. ويحذّر أيضًا من خطر أي عضو من أعضاء المجموعة ممن يفكر بطريقة سلبية على مجموعة العقل المدبر. وحكمة هيل الرئيسية الأخرى هي أن المعرفة ليست قوة – بل أنها مجرد قوة محتملة. ويعرف القوة على أنها «المعرفة المنظمة، التي تُجسّد من خلال جهود بارعة». حيث إنها تجعل مجموعة العقل المدبّر فعّالًا.

### تحديد هدف رئيسي
الدرس الثاني بعنوان «هدف رئيسي محدد»، حيث أنه يحث القارئ على اكتشاف مواهبه الفطرية، ومن ثم ينظمها وينسقها ويضعها باستخدام العلم المكتسب من الخبرة. وبناءً على ما ذكره هيل، فإن السبب الرئيسي للفشل هو عدم تحديد هدف رئيسي في الحياة - أو الفشل في وضع أهداف واضحة يمكن تحقيقها- وخطط ٍلتحقيق هذه الأهداف. والفكرة الرئيسية في هذا الدرس هي أن يكون لك هدف محدد نحو ما تناضل من أجله ـ ولا تسير أبدًا بلا هدف أو وُجهة. فامتلاكك لهذا الهدف الرئيسي والمحدد سيؤثر على عقلك الباطن، مما يفضي بالتالي إلى تحقيق هذا الهدف. ويؤكد هيل على أهمية تدوين هدفك الرئيسي والمحدد بطريقة واضحة وموجزة ليتم تحقيقه.

### الثقة بالنفس
الدرس الثالث هو الثقة بالنفس: «يمكنك أن تفعل أيّ فعلٍ إذا كنت تؤمن بأنك تستطيع فعله.» يقول هيل أن الخوف هو السبب الرئيسي للفقر والفشل. ولذلك، فإن الشخص الذي يهزم الخوف سينجح. وتبدأ عملية تنمية الثقة بالنفس بالتخلص من الخوف أولاً. ويدرس هيل مصادر الخوف بالتفصيل ويضع قائمة بالمخاوف الستة الأساسية وهي: الفقر والشيخوخة والنقد وفقدان الحب والمرض والموت.
ويرشدنا هيل إلى أن الطريقة الفعّآلة لدحض هذه المخاوف هي المعرفة المنظمة. حيث أن الجهل والخوف توأمان وُجِدا معًا. وللتخلص من الخوف تخلص من الجهل. يعطينا هيل طريقة لتعزيز الثقة بالنفس وذلك باستخدام الإيحاء الذاتي إلى جانب الإصرار والمثابرة وتنمية الخصال الجيدة وأن يكون لديك هدف معيّن وواضح. ويضرب لنا هيل عدة أمثلة واقعية وفريدة من نوعها من عالم الحيوان توضح كيفية تجاوز السلوك الناشئ عن الخوف بسرعة.
«ثق بنفسك ولكن لا تُحدّث العالم عن هذه الثقة بل أظهرها لهم من خلال أفعالك!»